# Cuscuta ceanothi
Cuscuta ceanothi là một loài thực vật có hoa trong họ Bìm bìm. Loài này được Behr mô tả khoa học đầu tiên năm 1854.